# Зигана (пистолет)
Zigana —  Полуавтоматический пистолет производства турецкой оружейной компании TİSAŞ, (Trabzon Silah Sanayi AŞ). Пистолет начал производиться в 2001 году и является одним из первых турецких пистолетов с оригинальной конструкцией. Пистолеты Zigana имеют затвор с коротким ходом и модифицированной системой запирания Браунинга. Кроме того, эти пистолеты также имеют автоматическую блокировку ударника. Модель Zigana PX-9 производится в Малайзии в партнёрстве с Турцией. В Пакистане модели Zigana производятся и продаются нелегально местными оружейниками.

## Варианты
| Модель       | Длина ствола (мм) | Длина (мм) | Вес (г) | Ёмкость магазина                             |
| ------------ | ----------------- | ---------- | ------- | -------------------------------------------- |
| Zigana K     | 105               | 190        | 850     | 15                                           |
| Zigana KC    | 105               | 190        | 844     | 15                                           |
| Zigana T     | 130               | 220        | 918     | 15                                           |
| Zigana F     | 117               | 205        | 880     | 15                                           |
| Zigana FC    | 117               | 204        | 870     | 15                                           |
| Zigana M16   | 126               | 213        | 810     | 15                                           |
| Zigana 63    | 117               | 204        | 874     | 15                                           |
| Zigana Sport | 130               | 214        | 920     | 15                                           |
| Zigana PX-9  | 102,5             | 180        | 720     | Магазины Mec Gar 18+1, производимые в Италии |
| Zigana P9L   | 114,5             | 191,5      | 770     | 15                                           |
| Zigana P9LC  | 114,5             | 191,5      | 760     | 15                                           |

Пистолеты Zigana импортируется компанией American Tactical Imports в Соединённые Штаты и продаётся под названиями FS9 и FS40. Кроме того, модели Zigana K и Zigana F лицензированы Министерством оборонной промышленности Азербайджанской Республики под наименованием Zəfər, Zəfər-K и Inam.

## Пользователи (не гражданские)
- Азербайджан: Варианты Zigana, Zigana-K, Zigana-P и Inam используются Вооруженными силами и полицейскими подразделениями Азербайджана.[15]
- Турция: Используется ограниченным числом военных сил и частных охранных предприятий.[16]
- Филиппины: Модель Zigana PX-9 используется филиппинской полицией.
- Малайзия: Ежегодно производится 20 000 пистолетов модели Zigana PX-9, в основном для малазийских военнослужащих и полиции.